# Adolphe Giraldon

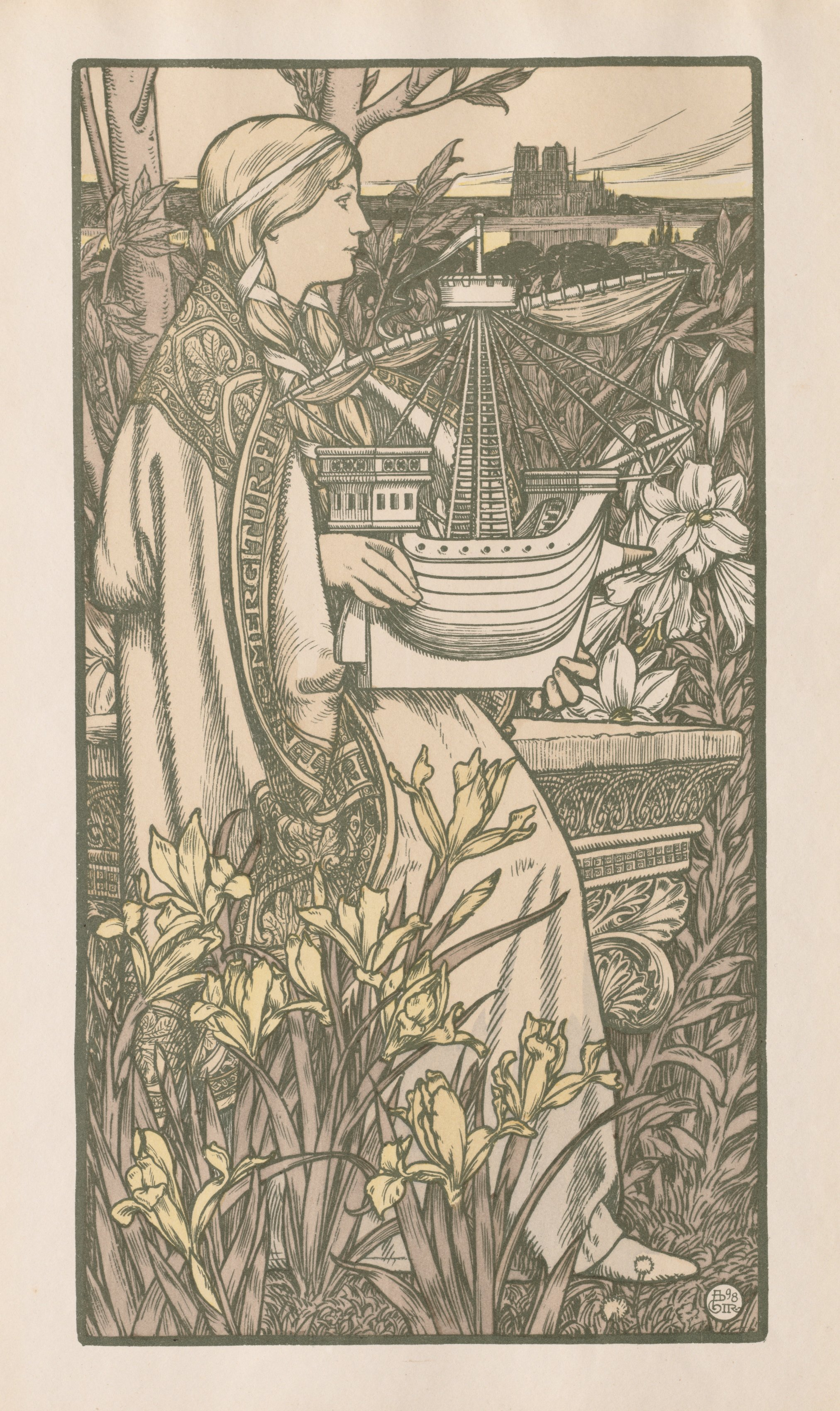
Adolphe Giraldon: Lutèce, 1898. Cleveland Museum of Art

Paul Adolphe Giraldon (* 4. Mai 1855 in Marseille; † 21. Mai 1933 in Paris) war ein französischer Künstler. Neben seiner Tätigkeit als Maler und Illustrator arbeitete er auch als Dekorateur und lieferte Entwürfe für Stoffe, Goldschmiedearbeiten und Bucheinbände. Mit einem vom Jugendstil inspirierten Stil machte er sich besonders um die Buchgestaltung verdient.

## Leben
Adolphe Paul Giraldon wurde in Marseille geboren. Seine Ausbildung erhielt er bei dem mit seinem Vater befreundeten Dekorationsmaler Charles Huot und an der École municipale de dessin in Paris. Er war Schüler von François-Louis Français und Luc-Olivier Merson, mit dem ihn eine enge Zusammenarbeit und Freundschaft verband. Merson widmete ihm 1877 das Gemälde Le Loup d’Aggubio (Der Wolf von Gubbio), das 1878 im Pariser Salon ausgestellt wurde. Adolphe Giraldon nimmt 1879 zum ersten Mal am Salon teil. Dort stellte er regelmäßig Landschaften, Porträts und Illustrationen aus, zunächst in der Société des artistes français, ab 1897 in der Société nationale des beaux-arts. Giraldon ließ sich später in Glasgow nieder, wo er Professor für Kunstgewerbe an der Glasgow School of Art wurde. Er starb 1933 in Paris und wurde auf dem Friedhof Père-Lachaise beigesetzt.

## Werk

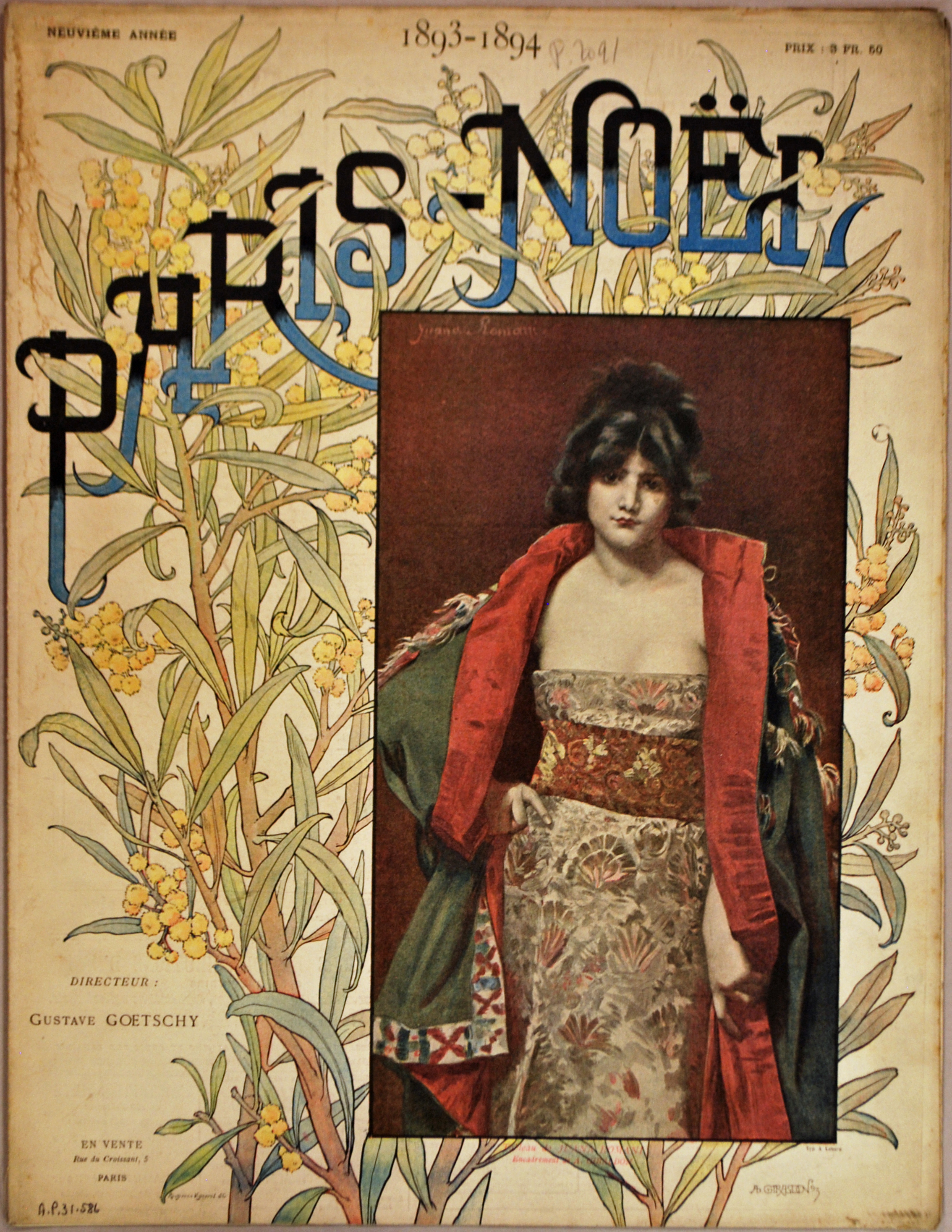
Seite aus Paris-Noël, 1893–1894. Titelbild: Juana Romani, Gestaltung: Adolphe Giraldon

Adolphe Giraldon war ein vielseitiger Künstler, der sich auf Buchillustrationen, Bucheinbände und dekorative Kunst spezialisierte. Sein Stil ist charakteristisch für den französischen Jugendstil mit floralen Motiven und ornamentalen Kompositionen. Er arbeitete für renommierte Verlage wie Hachette, Conquet und Ferroud und illustrierte Werke von Autoren wie Edmond About, Paul Bourget und Maurice Maeterlinck. Er war auch als Lithograf tätig und trug zu Publikationen wie L’Estampe moderne bei.

### Illustrierte Bücher
- Tolla, von Edmond About, bei Hachette (1889)
- Trente et quarante, von Edmond About, bei Hachette (1891)
- Pastels, von Paul Bourget, bei Conquet (1895)
- Aspasie, Cléopâtre, Théodora, von Henry Houssaye, bei Les Amis des Livres (1899)
- Le Chansonnier Normand, für die Société Normande du Livre Illustré (1905)
- Les Eglogues, de Virgile, bei Plon-Nourrit (1906)
- Les Nuits, von Alfred de Musset, für Henri Couderc de Saint-Chamant (1911)
- La Vie des Abeilles (Das Leben der Bienen), von Maurice Maeterlinck, bei Ferroud (1914–1918)
- Au Jardin de l’Infante, von Albert Samain, bei Ferroud (1920)
- Le Médailler, von Henri de Régnier, für Le Livre Contemporain (1923)
- Le Centaure, la Bacchante, von Maurice de Guérin, bei Plon-Nourrit (1925)
- Les Saints Evangiles, Übersetzung von A. Fleury, bei Mame (1933)

### Titelbilder
- Les animaux domestiques, von Albert Guillaume, bei Maison Quantin (1884)
- Au Drapeau!, von Maurice Loir, bei Hachette (1897)
- Mémoires du Sieur de Pontis, bei Hachette (1898)
- Massenet, von Louis Schneider, bei Carteret (1908)